# Woodbine (Nova Jersey)
Woodbine és una població dels Estats Units a l'estat de Nova Jersey. Segons el cens del 2006 tenia 2.508 habitants.

## Demografia
Segons el cens del 2000, Woodbine tenia 2.716 habitants, 773 habitatges, i 558 famílies. La densitat de població era de 131,1 habitants per km².
Dels 773 habitatges en un 41,5% hi vivien nens de menys de 18 anys, en un 39,1% hi vivien parelles casades, en un 27,8% dones solteres, i en un 27,8% no eren unitats familiars. En el 23% dels habitatges hi vivien persones soles el 9,6% de les quals corresponia a persones de 65 anys o més que vivien soles. El nombre mitjà de persones vivint en cada habitatge era de 2,77 i el nombre mitjà de persones que vivien en cada família era de 3,21.
Per edats la població es repartia de la següent manera: un 26,6% tenia menys de 18 anys, un 8% entre 18 i 24, un 31,3% entre 25 i 44, un 23,7% de 45 a 60 i un 10,4% 65 anys o més.
L'edat mediana era de 36 anys. Per cada 100 dones de 18 o més anys hi havia 158,2 homes.
La renda mediana per habitatge era de 30.298 $ i la renda mediana per família de 31.786 $. Els homes tenien una renda mediana de 30.139 $ mentre que les dones 24.150 $. La renda per capita de la població era de 13.335 $. Aproximadament el 18,8% de les famílies i el 17,9% de la població estaven per davall del llindar de pobresa.

## Poblacions més properes
El següent diagrama mostra les poblacions més properes.